# Títulos nobiliarios otorgados por Felipe VI

Armas personales del rey Felipe VI.

Felipe VI ha otorgado 6 títulos y dignidades nobiliarias a 6 personas, haciendo uso así la prerrogativa que la Constitución española le reconoce como rey de España.
El 19 de junio de 2025, en el XI aniversario de la proclamación del rey, la Casa Real anunció la creación de los primeros títulos.

## Clases y particularidades de los títulos concedidos
En cuanto al rango del título, tampoco existe ningún tipo de pauta, y suelen ser concedidos a merced del rey, aunque se han reservado los ducados y las grandezas de España –que los primeros portan de forma implícita– para aquellos casos más allegados al rey o como un reconocimiento especial.
Desde la proclamación del monarca en 2014, este solo ha concedido un tipo de título, el marquesado. De los seis marquesados que ha otorgado, la mayoría, cinco, tiene carácter hereditario, mientras que uno solo de ellos tiene asociada Grandeza.

## Impuestos
Ejercer el derecho a utilizar oficialmente un título nobiliario en España, se considera un hecho imponible y como tal conlleva el pago, en la modalidad de Actos Jurídicos Documentados del Impuesto sobre Transmisiones Patrimoniales y Actos Jurídicos Documentados. La cantidad a ingresar en el erario dependerá del tipo de título y si al mismo va unida grandeza de España; desde 2023 es la siguiente:
| Hecho imponible              | Transmisiones directas | Transmisiones transversales | Rehabilitaciones y reconocimiento de títulos extranjeros |
| ---------------------------- | ---------------------- | --------------------------- | -------------------------------------------------------- |
| Por cada título con grandeza | 2.922,00 €             | 7.325,00 €                  | 17.561,00 €                                              |
| Por cada grandeza sin título | 2.089,00 €             | 5.237,00 €                  | 12.539,00 €                                              |
| Por cada título sin grandeza | 833,00 €               | 2.089,00 €                  | 5.027,00 €                                               |

## Títulos concedidos
A continuación se enumera el año de creación, título, primer titular y méritos, ocupación o circunstancias que les valieron tal merced. No se incluyen por tanto todos los títulos creados de forma tácita tras la sanción del Real Decreto 1368/1987, de 6 de noviembre, sobre régimen de títulos, tratamientos y honores de la Familia Real y de los Regentes.
| Año de creación | Título concedido                               | Primer titular                 | Motivo de creación | Real decreto                           |
| --------------- | ---------------------------------------------- | ------------------------------ | --- | -------------------------------------- |
| 2025            | Marquesado de Alfonsín, con grandeza de España | Jaime Alfonsín Alfonso         | «Don Jaime Alfonsín Alfonso me ha asistido personalmente durante muchos años, primero como Jefe de mi Secretaría siendo Príncipe de Asturias y después como Jefe de mi Casa, con prudente juicio, leal consejo y enorme dedicación, por lo que, queriendo demostrarle mi Real aprecio por su gran lealtad y sus destacados servicios a España, a la Corona y a la Familia Real»                                              | Real Decreto 513/2025, de 24 de junio. |
| 2025            | Marquesado de Luz y Paz                        | María Luz Casal Paz            | «La música de doña María Luz Casal Paz, cantante de voz inconfundible, convoca a varias generaciones de nuestro país y es reflejo de sus fortalezas y sus vulnerabilidades, de sus miedos y sus anhelos. Nos da además un gran ejemplo de coraje y coherencia personal» | Real Decreto 514/2025, de 24 de junio. |
| 2025            | Marquesado del Valle de Alcudia                | Cristina García Rodero         | «La obra fotográfica de doña Cristina García Rodero, centrada en capturar la emoción y la dignidad, y su sensibilidad para retratar los aspectos más íntimos y ocultos del ser humano merecen especial reconocimiento más allá del mundo de las artes» | Real Decreto 515/2025, de 24 de junio. |
| 2025            | Marquesado de Castillo de Lerés                | Carlos López Otín              | «La labor investigadora y divulgadora de don Carlos López Otín en medicina, bioquímica y biología molecular ha propiciado grandes avances en ámbitos como el estudio del cáncer, la comprensión de las claves moleculares del envejecimiento y el tratamiento de enfermedades minoritarias, con un impacto positivo en la vida, la salud y el bienestar de tantas personas, lo que le hace digno de singular reconocimiento» | Real Decreto 516/2025, de 24 de junio. |
| 2025            | Marquesado del Llevant de Mallorca             | Rafael Nadal Parera            | «El espíritu de superación, la tenacidad, la disciplina, la deportividad y la sencillez auténtica, dentro y fuera de la pista, han llevado a don Rafael Nadal Parera a la cima del tenis mundial y son un ejemplo de los más altos valores deportivos» | Real Decreto 517/2025, de 24 de junio. |
| 2025            | Marquesado de Perales                          | María Teresa Perales Fernández | «La capacidad de sobreponerse a la adversidad, la entrega a los valores del deporte y del olimpismo, el ejemplar espíritu de competición y el compromiso cívico mostrados siempre por doña María Teresa Perales Fernández merecen ser reconocidos de manera especial» | Real Decreto 518/2025, de 24 de junio. |